# 山陽電気鉄道250形電車

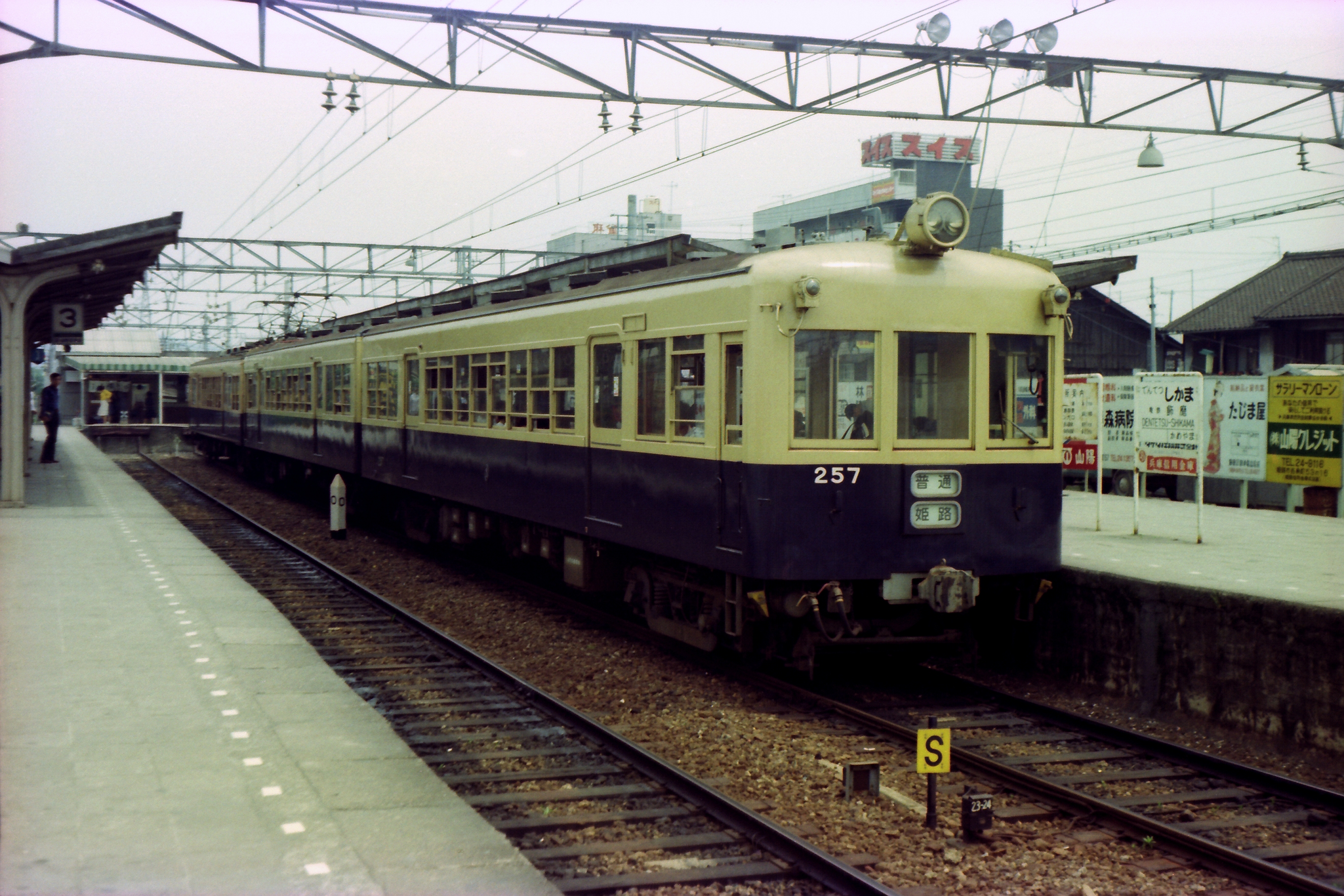
飾磨駅で停車中の網干線250形（3次車）

山陽電気鉄道250形電車（さんようでんきてつどう250がたでんしゃ）は、過去に存在した山陽電気鉄道の通勤形電車で、1951年から1954年にかけて100形の台車や電気部品と新造の車体を組み合わせて製造された車両である。
広義の250形には後に登場した270形も含まれるが、登場時期や車体のスタイルが大きく異なることから、この項では250 - 257のグループについて紹介する。

## 車両規格の向上
戦後の山陽電鉄は、運輸省モハ63形の割当車である700形（入線当時は800形）の導入や特急用ロマンスカーの820・850形の新造によって、車体の大型化を達成した。
しかし、これらの車両は主に特急・急行といった優等列車に使用されており、普通車（山陽電鉄内における各駅停車の案内呼称）には戦前の宇治川電気時代に製造された神戸姫路電気鉄道系の機器を搭載する複電圧車である100形と、山陽電鉄になってから兵庫電気軌道系車両の機器を流用して製造された、流線型の200形が主として使用されていたが、どちらの車両も車体幅2.4 m、車体長14 - 15 mの小型車で、大型車の登場後は客用扉に大きなステップを取りつけて使用していた。
中でも100形は、宇治川電気が昭和初期に神戸姫路電気鉄道1形のゼネラル・エレクトリック社製電装品に電圧転換機を付加して直流600V/1,500Vの複電圧仕様に改造し、半鋼製の新造車体と組み合わせた51形15両に加えて、1931年までに新造車10両が、山陽電気鉄道独立直後の1934年には高速走行性能を強化した10両（初代76形76 - 85）が追加で製造されたグループを前身としており、特急運用に使用されるなど戦前の兵庫 - 姫路間直通運転の主役であった。このグループには1942年になって、電装品の供出後に明石工場構内に保管されていた神戸姫路電気鉄道1形の木造車体を前後方向に中央部で切断し、車体幅を2.4 mに縮めた上で台車などの機器と組み合わせて製造された2代目76形6両が加わり計41両の陣容となったが、太平洋戦争末期の空襲や車庫の火災で被災した車両も多く、2代目76形のうち3両を含む7両が廃車された。生き残った車両は再編の上100形に改番したほか、焼損程度が軽かった一部については制御車の1000形として復旧し、計34両となった。
これらの車両は戦時中から戦後の混乱期にかけての酷使によって老朽化が急速に進行していたほか、車両定規の拡大によって小型車の場合はステップつきとはいえ乗降に危険が伴うことと、大型車と小型車が混在することで車両運用にも制約が生じることから、車両規格の向上が急がれていた。しかしながら阪神電気鉄道が1950年代後半から実施したような、大型の新車を大量投入して従来の小型車を置き換えるという手法は、輸送規模の小さい山陽電鉄の財務状況では困難であった。
このため、小型車の台車や電装品を活用して大型車並みの車体幅を持った車両を導入することとなり、木造車や戦災・車庫火災復旧車も混在して老朽化の著しい100形の更新車として、250形が登場した。

## 概要
250形は総勢8両であるものの、製造時期によって仕様が異なることから、この項では製造時期別に紹介する。また、全車電動車として竣工した。

### 1次車 (250 - 253)

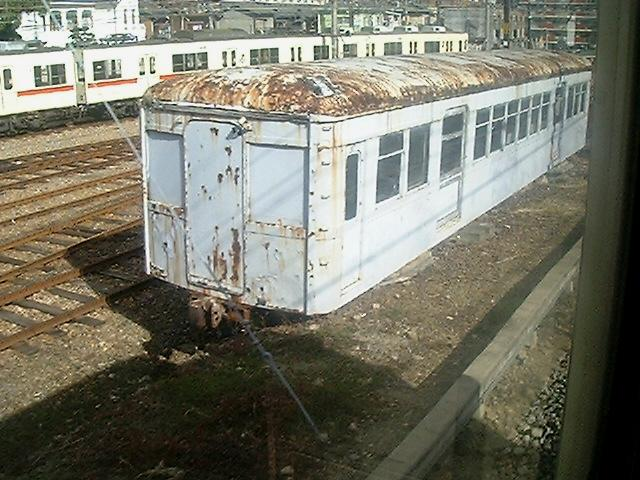
飾磨車庫で倉庫として使用されていた250形車体

このグループは、1951年10月に川崎車輛（現・川崎車両）において100形114 - 116と1000形1000を種車として製作された。なお、川崎車輛でこれら4両の車体を製作中の1951年9月に西代車庫で火災が発生、100形101・103・104・108と1000形1001・1003・1004・1008の計8両が焼失するという緊急事態となった。このため、当初廃棄予定であったこれら4両の旧車体（木造3両と半鋼製1両）は急遽再整備が実施され、1000形1001・1003・1004・1008の車籍と台車など一部機器を流用して同番での復旧が図られている。
新車体は850形をベースとした軽量構造の半鋼製車体であるが、種車の主電動機出力や台車の心皿荷重上限に配慮して車体長を1.8 m短い約15.8 mとし、側面窓配置も車体長に合わせてd2D6D3と850形に比べると扉間の窓を2個分減らした配置となっている。普通車に使用する目的で設計されたため、座席は全てロングシートとされたほか、山陽電鉄の新造車としては室内灯に白熱灯を使用した最後の車両でもあった。前面は850形同様非貫通平妻の3枚窓で裾部のアンチクライマーは省略されており、尾灯は従来通り左右の窓上に取り付けられていた。車体塗色は820・850形と区別するためか、窓周りクリームイエロー、幕板および腰板がネイビーブルーのツートンカラーとして竣工した。
製造コスト削減のために主要機器は種車のものを再利用しており、台車は弓形イコライザを備えるBW-1で、電装品は主電動機が東芝SE-107BS（端子電圧750V時定格出力52 kW）、主制御器は同じく東芝製の電空カム軸式制御器であるRPC-101であった。

### 2次車（254・255）
この2両は、1952年に川崎車輛において100形101・103を種車として製造された。車体のデザインや寸法、台車や電装品などの基本的な構成は250 - 253と共通であるが、側窓が2段上昇式となったほか、制御器が電空カム軸式で700形と共通の国鉄標準品であるCS5に変更された。
この車両の大きな特徴としては、山陽電鉄初の全鋼製車体となったほか、室内灯にも山陽電鉄初の蛍光灯を採用したことと、メーカーの川崎車輛の勧めによって、座席や壁面、吊革などといった内装や屋根布、貫通幌、配管資材に当時登場して間がない塩化ビニールを試験的に幅広く使用したことが挙げられる。この中には透明ビニール製の貫通幌やビニールを張り詰めた壁面などのように実用化に至らなかったものもあったが、電気配管のビニール被覆やビニール製屋根布による絶縁など、後の鉄道車両で一般化したビニール製品使用の基礎を築くこととなったことから、登場後「ビニール電車」の異名をとったこの2両は、目立たないながらも鉄道車両の進歩に寄与した車両であった。
蛍光灯導入時には補助電源装置として回転式100VのDC - ACインバータを使用したが、容量不足などの問題があったことから、この2両のみの試用に終わった。

### 3次車（256・257）
この2両は、1954年に川崎車輛において100形107と1000形1003を種車として製造された。これまでの6両とは異なり、車体長が17 mに延伸されたほか、屋根が張り上げ屋根になったことから、前面・側面の窓配置が全く同じ850形をスマートにした外観になった。また、塗り分けも820・850形と同じ上半クリームイエロー、下半ネイビーブルーに変更された。内装は座席こそロングシートであったが、蛍光灯の採用をはじめ化粧板にメラミン樹脂の焼き付けを使用するなどして近代的な車両のイメージを出すことに努めた。しかし、車体は軽量化に努めたとはいえ車体長が伸びたことから、種車のBW-1では車体重量を支えることが困難になったため、後にもと東京地下鉄道（現・東京地下鉄銀座線）1000形の日本車輌製造製D-18と伝えられるBW-3に換装された。電装品は254・255同様に主電動機はSE-107BS、制御器はCS5を搭載した。この車体のエクステリアデザインは1956年登場の2000系に全金属製19 m級軽量車体として近代化の上で継承されたほか、後に登場する270形もこの2両と同系のデザイン、寸法で全金属製の軽量車体として製造されている。
250形は総数わずか8両であるにもかかわらず、その車体設計はバラエティに富んでおり、戦後復興期の車両技術の進歩と新機軸の導入がいかに急速だったということがうかがえる。

## 運用
250形は登場後普通運用を主体に使われることとなったが、軽量で神姫1形譲りの主電動機特性の良さから全界磁で70 km/hと均衡速度も高く、ロングシート車で詰め込みもきくことから、ラッシュ時を中心に特急運用に充当されることがあった。また、256 - 257は17 mロングシート車の2両編成で、当時の山陽では700形に次いで詰め込みのきく車両であったことから、ラッシュ時には重宝された。また、1950年代半ばには250 - 255の塗り分けも820形と同一のものに変更されている。
その後、1968年の神戸高速鉄道開業までは250 - 253の制御器をCS5に換装しATSが設置された程度で、外観には大きな変化はないままに推移した。
1968年11月に発生した衝突事故によって253が1969年に廃車されたほか、3連化の進展に伴って250形は同じ車体長の300形か270形と3連を組むこととなり、1970年に250 - 252・254・256が運転台の撤去改造を実施され、250 - 252は300形2両編成の中間車として組み込み、254・256の神戸寄りに300・270形を増結して、300形 - 254 - 255、および270形 - 256 - 257で3両編成とした。その際に270形のそれと近接する257のパンタグラフを撤去した。この他、1970年代前半には257の前面に行先方向幕および種別表示幕の取付改造を実施したが、前面貫通化改造は行われなかった。
250形のうち250 - 255の15 m車グループは、1970年代に入ると老朽化してきたことと、ドア数が300形と異なり2扉であることから乗車位置にばらつきが出るために置き換えの対象となり、3050系の増備によって1973年に252を除いて廃車され、252も1979年に廃車となった（最終期は、組み込み先が270形に変更されていた）。一方、256 - 257の編成は17 m車で収容力の点で問題がなかったことと、編成を組んでいる270形が2扉であったことから、他の17 m2扉車グループと共通運用で普通列車運用に充当されていたが、1977年より再開された3050系増備に伴い、状態の悪かった820形820 - 825に続く形で1980年に廃車された。
250形は全車廃車となったが、廃車後一部の車両の廃車体が東二見車庫や飾磨車庫で倉庫などとして使用されていたが、飾磨車庫のものは現在は撤去されている。254はしばらく救援車として使用され、255は両運転台化改造の上で東二見車庫の構内入換車として2000年に内燃式の構内入換車（アント）が導入されるまで使われていた。また、256・257が装着していたBW-3のうち1両分が廃車後交通博物館に寄贈され、東京地下鉄道1000形の復元に役立てられた。